# 鋸嵴塘鱧
鋸嵴塘鳢（学名：Butis koilomatodon），又名花錐瘠塘鱧。塘鳢科嵴塘鳢属的一种鱼类。

## 分布
本魚分布於印度太平洋區，包括莫三比克、坦尚尼亞、馬達加斯加、塞席爾群島、印度、中國、香港、臺灣、泰國、越南、柬埔寨、印尼、菲律賓、巴布亞紐幾內亞、澳洲等地區。

## 特徵
本魚體延長，頭部短鈍，兩眼位魚頭部上方，口大而斜裂，背緣呈弧形。體黑褐色，胸鰭大而長，腹鰭分離，尾柄長，背鰭硬棘7枚，背鰭軟條8枚，臀鰭硬棘1枚，臀鰭軟條7至8枚，體長可達10.7公分。

## 生態
本魚棲息在紅樹林區的沙泥底質水域，屬底棲性魚類，平時停棲在沙泥表面或樹枝氣根上，很少游動，屬肉食性，以小型底棲性無脊椎動物為食。

## 經濟利用
無任何經濟價值。